# Фантазери
«Фантазери» — радянський комедійний фільм, знятий в 1965 році режисером Ісааком Магітоном. Це його перша режисерська робота і комбінація оповідань відомого дитячого письменника Миколи Носова: «Фантазери» (1940), «Карасик» (1956) і «Огірки» (1945).

## Сюжет
У фільмі йдеться про пригоди чотирьох нерозлучних друзів — Стасика, Мішки, Сергія та Яші. Всі вони — юні фантазери, які люблять вигадувати цікаві небилиці й незвичайні історії. Крім цього оригінального захоплення, Мішка і Стасик ще колекціонують поштові марки, а ось з Яшею сталася найбільша кількість пригод. Спочатку він, проігнорувавши заборону своєї мами, з'їдає цілу банку варення, попередньо намастивши ним губи своєї сестрички Оленки, щоб підозра мами в скоєному впала саме на неї.
Потім, не подумавши про реакцію своїх друзів, Яша розповідає про цей «подвиг» своїм друзям, Мішці і Стасику. Ті обурені його вчинком. Вони з ганьбою виганяють Яшу з групи і всіляко ігнорують його. По дорозі Мішка втрачає одну зі своїх марок, яку підбирає Яша. Трохи пізніше він не знаходить марки в своєму альбомі і починає підозрювати у крадіжці Стасика, тим більше що у останнього тим часом з'явилася абсолютно така ж марка.
Зустрівши Стасика, Мішка вимагає від нього свою марку назад. Його співрозмовник відповідає, що цю марку йому подарував якийсь Дмитро Ілліч (що є правдою). Не повіривши сказаному, Мішка кидається на Стасика, проте забрати марку йому не вдається. Після повернення додому Яша виявляє, що до нього в гості прийшов Сергій, який ще нічого не знає про те, що трапилося. Побачивши на столі Яші акваріум з красивою рибкою, він пішов на хитрість і запропонував Яші обміняти рибку на свисток. Вагаючись, Яша незабаром все ж погоджується.
Через деякий час у квартиру Яші повертається його мама і, виявивши відсутність рибки, вимагає пояснень. Не отримавши їх, вона починає підозрювати ні в чому не винне домашнє кошеня Мурзика і женеться за ним. Злякавшись за Мурзика, Яша в усьому зізнається. Розчарувавшись від звинувачень матері, він біжить до Серьожі, щоб отримати рибку назад, але в квартирі останнього сталося абсолютно те ж, про що подумала мати Яші — домашній кіт Сергія з'їв рибку Яші.
Порадившись, друзі вирішують піти на море і зловити іншу рибку, щоб загладити провину. На морі їм зустрічається відпочиваюча людина, яка, побачивши засмучення Яші, всіляко смішить їх і розважає. Відкинувши ідею про риболовлю, хлопці вирішують піти в колгоспний город і набрати огірків. Побачивши сторожа, Яша і Сергій лякаються і тікають, забравши огірки. Сергій, злякавшись нести огірки додому, віддає їх Яші. Повернувшись додому з величезною кількістю огірків, Яша хвалиться перед своєю мамою. Дізнавшись, що огірки вкрадені з колгоспного городу, мати картає Яшу і вимагає, щоб той повернув їх. Яша в сум'ятті відносить огірки назад і вибачається перед сторожем. Вночі Яші сниться, що лев, зображений на марці Мішки, запитує: «А ти марку Міші повернув?». Далі Яші сниться, ніби він летить на іграшковому літаку до Мішки, який представлений як космонавт. Яша простягає йому марку, однак не втримується на літаку і падає. Прокинувшись від жаху, Яша все ж наважується піти до Мішки і віддати йому марку. Мішка, який в свою чергу все зрозумів, пробачає і Стасика, і Яшу. Помирившись, всі вони знову починають вигадувати небилиці і фантазувати.

## У ролях
- Яків Овчуков-Суворов — Яша
- Олег Хренніков — Мішка  (озвучувала Маргарита Корабельникова)
- Олег Цуприков — Стасик
- Сергій Рижов — Сергій
- Олена Новикова — Олена
- Світлана Харитонова — мати Яші
- Микола Граббе — професор Дмитро Ілліч Грибов
- Володимир Лебедєв — сторож
- В. Гальперін — епізод
- З. Громова — епізод
- А. Іванов — епізод
- Юліан Козловський — епізод
- Лідія Корольова — автолюбителька
- Галина Малиновська — епізод
- Юрій Нікулін — людина на пляжі
- Тетяна Панкова — продавчиня морозива
- Ніна Ровбуть — епізод

## Знімальна група
- Автор сценарію — Микола Носов
- Режисер-постановник — Ісаак Магітон
- Головний оператор — Борис Монастирський
- Художник — М. Фатєєва
- Композитор — Анатолій Лєпін
- Звукооператор — А. Голиженков
- Текст пісень — Михайло Пляцковський
- Редактор — С. Рубінштейн
- Режисерка — І. Сафарова
- Оператор — М. Гойхберг
- Монтаж — Р. Скорецька
- Грим — К. Купершмідт
- Асистенти:
  - режисера — А. Кузьмін, Н. Купріянова
  - оператора — М. Скріпіцин, С. Усман
  - художника — Н. Федосовська
- Комбіновані зйомки:
  - Художник — В. Нікітченко
  - Оператор — К. Алексєєв
- Хор Московського Палацу піонерів
  - Художній керівник — В. Локтєв
- Державний симфонічний оркестр кінематографії
  - Диригент — Арон Ройтман
- Директор картини — Г. Купершмідт